# Kaingang
I Kaingang  sono un gruppo etnico del Brasile che ha una popolazione stimata in 33.064 individui (2009).

## Lingua
Parlano la lingua Kaingang (codice ISO 639: KGP), lingua che appartiene alla famiglia linguistica Jê.
La linguista Ursula Wiesemann, missionaria del Summer Institute of Linguistics, ha classificato cinque dialetti appartenenti alla lingua Kaingang:
- dialetto di São Paulo, usato nelle zone tra i fiumi Tietê e Paranapanema
- dialetto di Paraná, usato nelle zone tra i fiumi Paranapanema e Iguaçu
- dialetto centrale,  usato nelle zone tra i fiumi Iguaçu e Uruguay, nello stato di Santa Caterina
- dialetto sud-occidentale, usato nella zona del fiume Uruguay e del fiume Passo Fundo, nello stato di Rio Grande do Sul
- dialetto sud-orientale, usato a sud del fiume Uruguay e ad est del Passo Fundo[1]

## Insediamenti
Vivono negli stati brasiliani di Paraná, Rio Grande do Sul, Santa Catarina, San Paolo. I Kaingang sono uno dei gruppi etnici nativi del Brasile con la diffusione geografica più larga (vivono in più di 30 terre indigene in 4 stati diversi), ma nonostante molte comunità siano distanti tra loro, il gruppo non ha perso un'unità storica e culturale.

## Storia

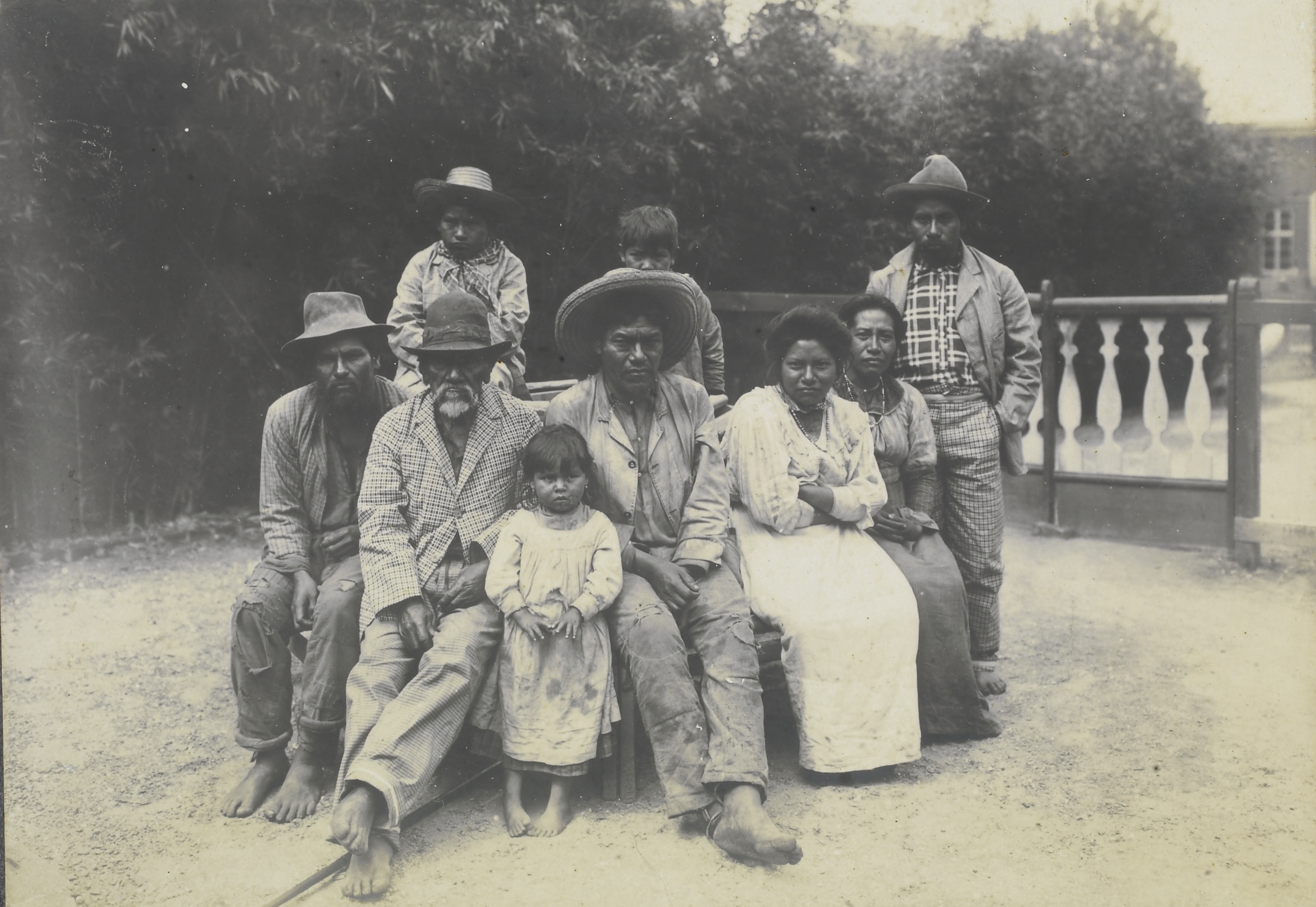
Indiani Caingangue (1910).

Secondo alcuni studi, gli antenati dei Kaingang erano i Guayaná, un gruppo che viveva sulla costa atlantica tra Angra dos Reis e Cananéia. A questo gruppo furono dati i nomi di Guayana, Goyaná, Goainaze e Wayanaze. Il nome "Guayaná" continuò ad essere utilizzato fino al 1843 insieme ad altre denominazioni quali Coroado, Coronado, Shokleng, Xokren; Guanana, Gualachos, Gualachí, Chiqui, Cabelludo; Tain, Taven, Tayen, Ingain, Ivoticaray; Nyacfateitei; Votoron, Kamé, Kayurukré, Dorin. Questa notevole quantità di denominazioni diverse ta loro, provocata dal numero relativamente alto di membri e di comunità dei Kaingang, ha portato a molta confusione nei tentativi seguenti di catalogare il gruppo. Inoltre, molte di queste classificazioni dell'epoca potrebbero ricondurre non ai Kaingang ma ad altre popolazioni del luogo tra cui i Xokleng o gli Xetá.
Il nome "Kaingang"  è stato introdotto solo alla fine del XIX secolo. Inizialmente gli Xokleng e i Kaingang erano considerati come sottogruppi di un unico gruppo etnico che parlavano dialetti diversi di una stessa lingua con gli Xokleng denominati come "Aweikoma-Kaingang" (Handbook of South American Indians, 1946). Studi seguenti (1992) li hanno definitivamente classificati come due gruppi diversi che. dopo la separazione storica, hanno intrapreso processi culturali diversi che li hanno differenziati in maniera sostanziale.